# Taça dos Clubes Campeões Europeus de 1964–65
A Taça dos Campeões Europeus 1964–65 foi a décima temporada do principal torneio de clubes de futebol da Europa. A Internazionale conquistou seu segundo título da competição depois de derrotar o Benfica por 1–0 (gol marcado pelo Jair da Costa) na final no San Siro em Milão. Foi o terceiro título consecutivo de uma equipe da Itália. E também pela segunda vez seguida os italianos enfrentaram os argentinos do Independiente, campeões da Taça Libertadores da América na Copa Intercontinental.
A temporada marcou a primeira participação de uma equipe islandesa em competições europeias quando KR enfrentou o inglês Liverpool, para o qual perdeu tanto na ida por 0–5 em Laugardalsvöllur quanto na volta por 1–6 em Anfield.

## Primeira fase
| Equipe 1         | Total | Equipe 2          | 1.º jogo | 2.º jogo |
| ---------------- | ----- | ----------------- | -------- | -------- |
| Sliema Wanderers | 0–7   | Dinamo Bucharest  | 0–2      | 0–5      |
| Rangers          | 5–5¹  | Estrela Vermelha  | 3–1      | 2–4      |
| Rapid Viena      | 5–0   | Shamrock Rovers   | 3–0      | 2–0      |
| Glentoran        | 4–5   | Panathinaikos     | 2–2      | 2–3      |
| Partizani Tirana | 0–2   | Köln              | 0–0      | 0–2      |
| Anderlecht       | 2–2²  | Bologna           | 1–0      | 1–2      |
| KR               | 1–11  | Liverpool         | 0–5      | 1–6      |
| Chemie Leipzig   | 2–6   | Vasas ETO Györ    | 0–2      | 2–4      |
| Lokomotiv Sofia  | 8–5   | Malmö             | 8–3      | 0–2      |
| DWS              | 4–1   | Fenerbahçe        | 3–1      | 1–0      |
| Reipas Lahti     | 2–4   | Lyn               | 2–1      | 0–3      |
| Boldklubben 1909 | 2–9   | Real Madrid       | 2–5      | 0–4      |
| Dukla Praga      | 4–43  | Górnik Zabrze     | 4–1      | 0–3      |
| Saint-Étienne    | 3–4   | La Chaux-de-Fonds | 2–2      | 1–2      |
| Aris             | 2–10  | Benfica           | 1–5      | 1–5      |

¹ Rangers venceu por 3–1 na partida de desempate.
² Anderlecht avançou para a primeira fase no cara ou coroa, após o empate por 0–0 na partida de desempate.
3 Dukla Prague avançou para a primeira fase no cara ou coroa, após o empate por 0–0 na partida de desempate.
Nota: Por ser o atual campeão, a Internazionale, começou o torneio diretamente na próxima fase.

### Esquema
| Fase Preliminar   | Fase Preliminar | Fase Preliminar | Fase Preliminar |  |                  | Primeira Fase     | Primeira Fase | Primeira Fase | Primeira Fase |  |  | Quartos-de-final | Quartos-de-final | Quartos-de-final | Quartos-de-final |  |  | Meias-finais   | Meias-finais | Meias-finais | Meias-finais |  |  | Final       | Final |
|                   |                 |                 |                 |  |                  |                   |               |               |               |  |  |                  |                  |                  |                  |  |  |                |              |              |              |  |  |             |       |
| Glentoran FC      | 2               | 2               | 4               |  |                  |                   |               |               |               |  |  |                  |                  |                  |                  |  |  |                |              |              |              |  |  |             |       |
| Panathinaikos     | 2               | 3               | 5               |  |                  | Panathinaikos     | 1             | 1             | 2             |  |  |                  |                  |                  |                  |  |  |                |              |              |              |  |  |             |       |
| Partizani Tirana  | 0               | 0               | 0               |  | Köln             | 1                 | 2             | 3             |               |  |  |                  |                  |                  |                  |  |  |                |              |              |              |  |  |             |       |
| Köln              | 0               | 2               | 2               |  |                  |                   |               |               |               |  |  | Köln             | 0                | 0                | 0 2              |  |  |                |              |              |              |  |  |             |       |
| KR Reykjavík      | 0               | 1               | 1               |  |                  |                   |               |               |               |  |  | Liverpool (CoC)  | 0                | 0                | 0 2              |  |  |                |              |              |              |  |  |             |       |
| Liverpool         | 5               | 6               | 11              |  |                  | Liverpool         | 3             | 1             | 4             |  |  |                  |                  |                  |                  |  |  |                |              |              |              |  |  |             |       |
| Anderlecht (CoC)  | 1               | 1               | 2 0             |  | Anderlecht       | 0                 | 0             | 0             |               |  |  |                  |                  |                  |                  |  |  |                |              |              |              |  |  |             |       |
| Bolonha           | 0               | 2               | 2 0             |  |                  |                   |               |               |               |  |  |                  |                  |                  |                  |  |  | Liverpool      | 3            | 0            | 3            |  |  |             |       |
| Inter Milão       | -               | -               | -               |  |                  |                   |               |               |               |  |  |                  |                  |                  |                  |  |  | Inter Milão    | 1            | 3            | 4            |  |  |             |       |
| Isento            | -               | -               | -               |  |                  | Inter Milão       | 6             | 1             | 7             |  |  |                  |                  |                  |                  |  |  |                |              |              |              |  |  |             |       |
| Sliema Wanderers  | 0               | 0               | 0               |  | Dinamo Bucareste | 0                 | 0             | 0             |               |  |  |                  |                  |                  |                  |  |  |                |              |              |              |  |  |             |       |
| Dinamo Bucareste  | 2               | 5               | 7               |  |                  |                   |               |               |               |  |  | Inter Milão      | 3                | 0                | 3                |  |  |                |              |              |              |  |  |             |       |
| Rangers (Des.)    | 3               | 2               | 5 3             |  |                  |                   |               |               |               |  |  | Glasgow Rangers  | 1                | 1                | 2                |  |  |                |              |              |              |  |  |             |       |
| Estrela Vermelha  | 1               | 4               | 5 1             |  |                  | Glasgow Rangers   | 1             | 2             | 3             |  |  |                  |                  |                  |                  |  |  |                |              |              |              |  |  |             |       |
| Rapid Viena       | 3               | 2               | 5               |  | Rapid Viena      | 0                 | 0             | 0             |               |  |  |                  |                  |                  |                  |  |  |                |              |              |              |  |  |             |       |
| Shamrock Rovers   | 0               | 0               | 0               |  |                  |                   |               |               |               |  |  |                  |                  |                  |                  |  |  |                |              |              |              |  |  | Inter Milão | 1     |
| DWS               | 3               | 1               | 4               |  |                  |                   |               |               |               |  |  |                  |                  |                  |                  |  |  |                |              |              |              |  |  | Benfica     | 0     |
| Fenerbahçe SK     | 1               | 0               | 1               |  |                  | DWS               | 5             | 3             | 8             |  |  |                  |                  |                  |                  |  |  |                |              |              |              |  |  |             |       |
| Reipas Lahti      | 2               | 0               | 2               |  | Lyn Oslo         | 0                 | 1             | 1             |               |  |  |                  |                  |                  |                  |  |  |                |              |              |              |  |  |             |       |
| Lyn Oslo          | 1               | 3               | 4               |  |                  |                   |               |               |               |  |  | DWS              | 1                | 0                | 1                |  |  |                |              |              |              |  |  |             |       |
| Chemie Leipzig    | 0               | 2               | 2               |  |                  |                   |               |               |               |  |  | Vasas ETO Györ   | 1                | 1                | 2                |  |  |                |              |              |              |  |  |             |       |
| Vasas ETO Györ    | 2               | 4               | 6               |  |                  | Vasas ETO Györ    | 5             | 3             | 8             |  |  |                  |                  |                  |                  |  |  |                |              |              |              |  |  |             |       |
| Lokomotiv Sofia   | 8               | 0               | 8               |  | Lokomotiv Sofia  | 3                 | 4             | 7             |               |  |  |                  |                  |                  |                  |  |  |                |              |              |              |  |  |             |       |
| Malmö FF          | 3               | 2               | 5               |  |                  |                   |               |               |               |  |  |                  |                  |                  |                  |  |  | Vasas ETO Györ | 0            | 0            | 0            |  |  |             |       |
| Saint-Étienne     | 2               | 1               | 3               |  |                  |                   |               |               |               |  |  |                  |                  |                  |                  |  |  | Benfica        | 1            | 4            | 5            |  |  |             |       |
| La Chaux-de-Fonds | 2               | 2               | 4               |  |                  | La Chaux de Fonds | 1             | 0             | 1             |  |  |                  |                  |                  |                  |  |  |                |              |              |              |  |  |             |       |
| Aris Bonnevoie    | 1               | 1               | 2               |  | Benfica          | 1                 | 5             | 6             |               |  |  |                  |                  |                  |                  |  |  |                |              |              |              |  |  |             |       |
| Benfica           | 5               | 5               | 10              |  |                  |                   |               |               |               |  |  | Benfica          | 5                | 1                | 6                |  |  |                |              |              |              |  |  |             |       |
| Boldklubben 1909  | 2               | 0               | 2               |  |                  |                   |               |               |               |  |  | Real Madrid      | 1                | 2                | 3                |  |  |                |              |              |              |  |  |             |       |
| Real Madrid       | 5               | 4               | 9               |  |                  | Real Madrid       | 4             | 2             | 6             |  |  |                  |                  |                  |                  |  |  |                |              |              |              |  |  |             |       |
| Dukla Praga (CoC) | 4               | 0               | 4 0             |  | Dukla Praga      | 0                 | 2             | 2             |               |  |  |                  |                  |                  |                  |  |  |                |              |              |              |  |  |             |       |
| Górnik Zabrze     | 1               | 3               | 4 0             |  |                  |                   |               |               |               |  |  |                  |                  |                  |                  |  |  |                |              |              |              |  |  |             |       |

## Segunda fase
| Equipe 1          | Total | Equipe 2         | 1.º jogo | 2.º jogo |
| ----------------- | ----- | ---------------- | -------- | -------- |
| Panathinaikos     | 2–3   | Köln             | 1–1      | 1–2      |
| Liverpool         | 4–0   | Anderlecht       | 3–0      | 1–0      |
| Internazionale    | 7–0   | Dinamo Bucharest | 6–0      | 1–0      |
| Rangers           | 3–0   | Rapid Viena      | 1–0      | 2–0      |
| DWS               | 8–1   | Lyn              | 5–0      | 3–1      |
| Vasas ETO Györ    | 8–7   | Lokomotiv Sofia  | 5–3      | 3–4      |
| La Chaux-de-Fonds | 1–6   | Benfica          | 1–1      | 0–5      |
| Real Madrid       | 6–2   | Dukla Praga      | 4–0      | 2–2      |

## Quartas-de-final
| Equipe 1       | Total | Equipe 2       | 1.º jogo | 2.º jogo |
| -------------- | ----- | -------------- | -------- | -------- |
| Köln           | 0–0¹  | Liverpool      | 0–0      | 0–0      |
| Irternazionale | 3–2   | Rangers        | 3–1      | 0–1      |
| DWS            | 1–2   | Vasas ETO Györ | 1–1      | 0–1      |
| Benfica        | 6–3   | Real Madrid    | 5–1      | 1–2      |

¹ Liverpool avançou à semifinal no cara ou coroa, após o empate por 2–2 na partida de desempate.

### Jogos de ida
| 10 de Fevereiro de 1965 | Köln | 0 – 0  | Liverpool | Müngersdorfer Stadion, Colônia             |
|                         |      | Report |           | Público: 39,139 Árbitro: Antonio Sbardella |

| 17 de Fevereiro de 1965 | Inter de Milão                  | 3 – 1  | Rangers     | San Siro, Milão                        |
|                         | Luis Suárez 48' · Peiró 50' 51' | Report | Forrest 64' | Público: 49,520 Árbitro: Dittmar Huber |

| 24 de Fevereiro de 1965 | DWS                   | 1 – 1  | Vasas ETO Győr | Olympisch Stadion, Amsterdã              |
|                         | Schrijvers 70' (pen.) | Report | Korsós 21'     | Público: 46,915 Árbitro: Pierre Schwinte |

| 24 de Fevereiro de 1965 | Benfica                                                      | 5 – 1  | Real Madrid | Estádio da Luz, Lisboa                |
|                         | José Augusto 9' · Eusébio 13', 25' · Simões 75' · Coluna 88' | Report | Amancio 56' | Público: 64,256 Árbitro: Kevin Howley |

### Jogos de volta
| 17 de Março de 1965 | Liverpool | 0 – 0  | Köln | Anfield Road, Liverpool                  |
|                     |           | Report |      | Público: 48,948 Árbitro: Joseph Barbéran |

| 3 de Março de 1965 | Rangers    | 1 – 0  | Inter de Milão | Ibrox Park, Glasgow                                |
|                    | Forrest 7' | Report |                | Público: 78,872 Árbitro: Kurt Waldemar Tschenscher |

Internazionale ganhou 3-2 no total.
| 10 de Março de 1965 | Vasas ETO Győr | 1 – 0  | DWS | Mártirok útja Stadium, Győr             |
|                     | Povázsai 87'   | Report |     | Público: 16,165 Árbitro: Marian Koczner |

Vasas ETO Győr ganhou 2-1 no total.
| 17 de Março de 1965 | Real Madrid             | 2 – 1  | Benfica     | Santiago Bernabéu Stadium, Madrid       |
|                     | Grosso 10' · Puskás 70' | Report | Eusébio 41' | Público: 100,000 Árbitro: Hugh Phillips |

Benfica ganhou 6-3 no agregado.

### Playoffs
| 24 de Março de 1965 | Liverpool               | 2 – 2  | Köln                   | Estádio De Kuip, Roterdã               |
|                     | St. John 20' · Hunt 37' | Report | Thielen 38' · Löhr 48' | Público: 47,862 Árbitro: Robert Schaut |

Liverpool 2-2 Köln no agregado. Liverpool classificou no cara ou coroa.

## Semifinais
| Equipe 1       | Total | Equipe 2       | 1.º jogo | 2.º jogo |
| -------------- | ----- | -------------- | -------- | -------- |
| Liverpool      | 3–4   | Internazionale | 3–1      | 0–3      |
| Vasas ETO Györ | 0–5   | Benfica        | 0–1      | 0–4      |

### Jogos de ida
| 4 de Maio de 1965 | Liverpool                              | 3 – 1  | Inter de Milão | Anfield Road, Liverpool              |
|                   | Hunt 3' · Callaghan 33' · St. John 74' | Report | Mazzola 10'    | Público: 54,082 Árbitro: Karl Kainer |

| 30 de Abril de 1965 | Vasas ETO Győr | 0 – 1  | Benfica          | Népstadion, Budapeste                    |
|                     |                | Report | José Augusto 71' | Público: 62,327 Árbitro: Valdemar Hansen |

### Jogos de volta
| 12 de Maio de 1965 | Inter de Milão                       | 3 – 0  | Liverpool | San Siro, Milão                                       |
|                    | Corso 8' · Peiró 10' · Facchetti 62' | Report |           | Público: 76,601 Árbitro: José María Ortiz de Mendíbil |

Internazionale ganhou 4-3 no agregado.
| 6 de Maio de 1965 | Benfica                            | 4 – 0  | Vasas ETO Győr | Estádio da Luz, Lisboa                     |
|                   | Eusébio 22', 42' · Torres 36', 40' | Report |                | Público: 43,875 Árbitro: Michel Kitabdjian |

O Benfica venceu por 5-0 no total.

### Final
| 27 de maio de 1965 | Internazionale    | 1 – 0     | Benfica | Estádio Giuseppe Meazza, Milão            |
|                    | Jair da Costa 42' | Relatório |         | Público: 85,000 Árbitro: Gottfried Dienst |

## Campeão
| Taça dos Clubes Campeões Europeus 1964-65 |
| Itália                                    |
| ----------------------------------------- |
| Internazionale (2º título)                |

## Artilheiros
| Ranking | Nome                | Time            | Gols |
| ------- | ------------------- | --------------- | ---- |
| 1       | Eusébio             | Benfica         | 9    |
| 1       | José Augusto Torres | Benfica         | 9    |
| 3       | Roger Hunt          | Liverpool       | 7    |
| 3       | Nikola Kotkov       | Lokomotiv Sofia | 7    |